# Bonawentura Toeplitz

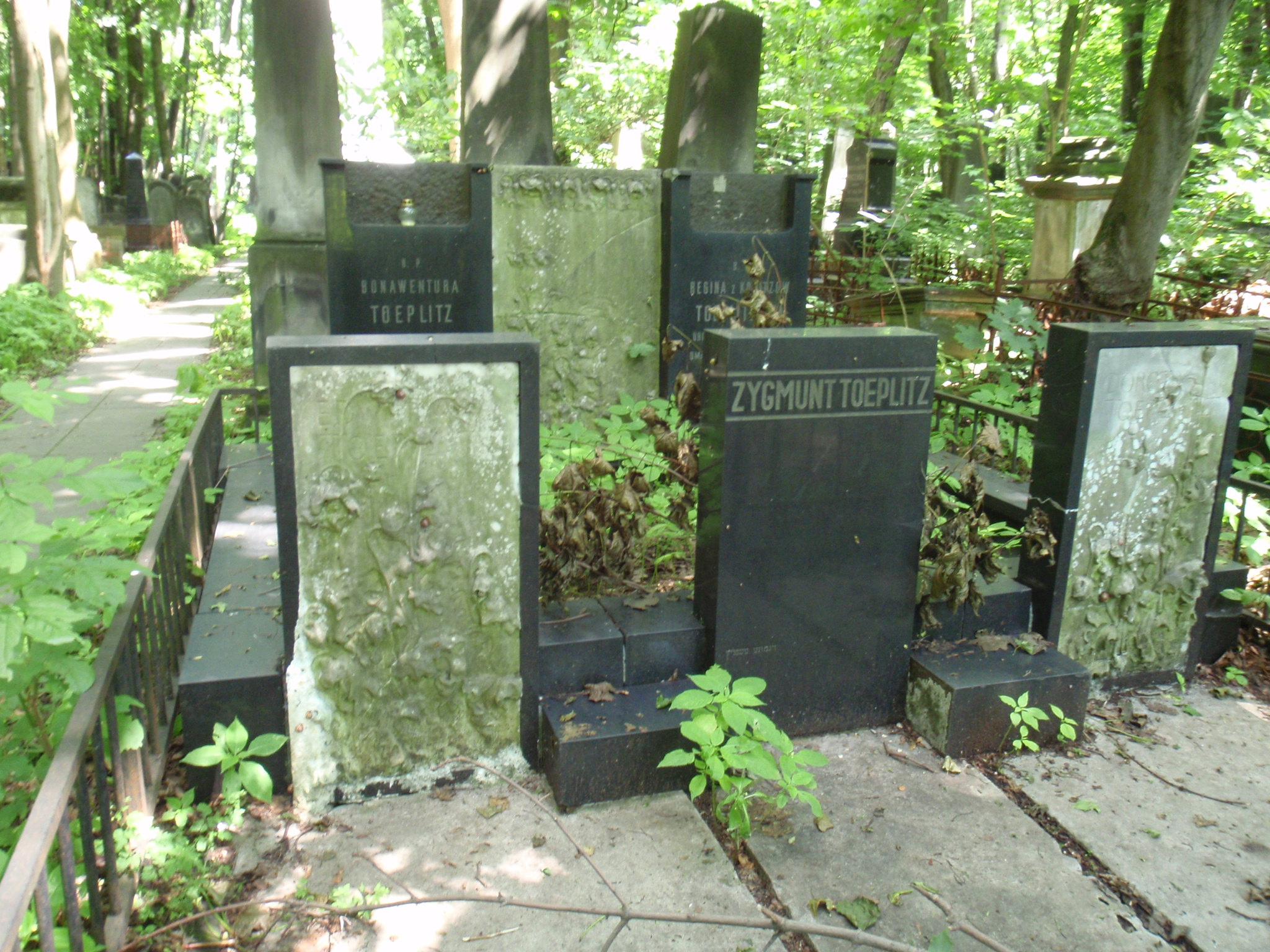
Grób Bonawentury Toeplitza (w drugim rzędzie po lewej) w kwaterze rodzinnej na cmentarzu żydowskim w Warszawie

Bonawentura Toeplitz (ur. 15 lipca 1831, zm. 22 września 1905 w Warszawie) – polski przemysłowiec żydowskiego pochodzenia. Dyrektor w firmie Lilpop, Rau i Loewenstein w Warszawie.

## Życiorys
Urodził się w żydowskiej rodzinie pochodzącej z Czech, dawniej osiadłej w Lesznie, która na przełomie XVIII i XIX wieku przeniosła się do Warszawy. Był jednym z dziewięciorga dzieci Teodora Toeplitz (1793–1838) i Franciszki z domu Oesterreicher (1800–1844), bratem Henryka (1822–1891).
W 1858 ożenił się z Reginą Konitz (1841–1922), z którą miał jedenaścioro dzieci: Józefa Teodora (ur. 1859), Annę Franciszkę (żonę Wilhelma Wellischa; 1861–1941), Marię (1862–1941), Zygmunta (1864–1934), Józefa Leopolda (dyrektora naczelnego Banca Commerciale Italiana w Mediolanie; 1866–1938), Ludwika (dyrektora Banca Commerciale Italiana w Wenecji; 1868–1938), Henryka (1872–1942), Różę (1873–1973), Teodora (1875–1937), Edwarda (1878–1906) i Franciszka (1882–1928).
Jest pochowany na cmentarzu żydowskim przy ulicy Okopowej w Warszawie (kwatera 40, rząd 11).